# Акшенцев, Сергей Васильевич
Сергей Васильевич Акшенцев (род. 24 мая 1975, Ишимбай) — российский спортсмен по пожарно-прикладному спорту. Является мастером спорта международного класса, чемпионом мира 2009, 2011 гг., серебряным призёром чемпионатов мира 2008 и 2011 гг., пятикратным чемпионом ЧЕ-2010, бронзовым призёром ЧЕ-2007. Многократный победитель и призёр международных соревнований среди пожарных и спасателей, в том числе: чемпион Европы (2003) и европейских стран — членов CTIF (2000) по пожарно-прикладному спорту в закрытых помещениях, победитель международного чемпионата азиатских стран (2003) в командном зачёте. Рекордсмен Кубка Азии (2003).
Воспитанник ДСО «Динамо» (тренер И. В. Бариев). Тренеры: Адушкин С. А., Бариев И. В.
Проживает в Нефтеюганске.
Член сборной команды России, выступал за Башкортостан, сейчас за команду Ханты-Мансийского АО-Югра. Работал в пожарной части № 3 по охране Орджоникидзевского района Уфы. Инспектор группы профилактики пожаров части № 77 Государственного учреждения «20 отряд Федеральной противопожарной службы по Ханты-Мансийскому автономному округу — Югре»
Подполковник внутренней службы.
Прозвище — «Ишимбайский ураган». Награждён медалью ордена «За заслуги перед Отечеством» II степени. В данный момент является тренером республики Башкортостан по пожарно-прикладному спорту.